# Регионы Афганистана
Организация Объединённых Наций, в целях содействия планированию, определила семь субрегионов в Афганистане, которые сгруппированы в три региона.

## Северный Афганистан (регион)

### Северо-восточный Афганистан
- Бадахшан
- Баглан
- Кундуз
- Тахар

### Северо-западный Афганистан
- Балх
- Фарьяб
- Джаузджан
- Саманган
- Сари-Пуль

## Центральный Афганистан (регион)

### Восточный Афганистан
- Кунар
- Лагман
- Нангархар
- Нуристан

### Центральный Афганистан
- Кабул
- Каписа
- Логар
- Панджшер
- Парван
- Вардак

### Западный Афганистан
- Бадгис
- Бамиан
- Фарах
- Гор
- Герат

## Южный Афганистан (регион)

### Юго-восточный Афганистан
- Газни
- Хост
- Пактия
- Пактика

### Юго-западный Афганистан
- Дайкунди
- Гильменд
- Кандагар
- Нимроз
- Урузган
- Забуль